# 장용학
장용학(張龍鶴, 1921년 4월 25일~1999년 8월 31일)은 대한민국의 소설가이다.
함북 부령 출생이며, 1944년 일본 와세다 대학에서 수학하였다. 경기고등학교 교사로 근무하기도 한 그는, 1961년 덕성여대 조교수, 1962년 ~ 1967년 경향신문 논설위원· 동아일보논설위원 등을 지낸 지적 작가이다. 1950년 단편 《지동설(地動說)》 이 〈문예〉지에 추천됨으로써 문단에 등장하였으며, 그의 작품은 상징과 우화, 그리고 순수한 관념 세계를 설정, 유동적 문체로 그린 것이 특징이다. 대표작으로 《지동설》, 《요한 시집》, 중편 《비인 탄생》,《현대의 야(野)》, 장편에 《원형의 전설》(1962년), 《태양의 아들》 등이 있다.

## 생애
장용학은 1921년 4월 25일 함경북도 부령군 부령면 부령동 357번지에서 부친 장지원과 모친 박숙자 사이에서 출생했다. 1940년에 경성공립중학교를 졸업하고 1942년 일본 와세다대학 상과에 입학한다. 장용학의 일본 유학은 훗날 그의 소설에서 한자 사용의 배경이 된 것으로 보인다.
1945년 해방을 맞아 귀국한 이후 청진의 지방 문단에서 김진수, 강소천 등과 어울려 학교 연극의 각본 연출을 맡기도 한다. 그가 월남한 것은 1947년 9월이었다. 그는 월남한 이유에 대해 "공산주의가 싫고, 희곡을 쓰고 싶어서"라고 했다.
1949년 11월 연합신문에 단편 〈희화〉(戱畵)(1949. 11. 19)를 발표한 데 이어 1950년 〈지동설〉(地動說), 1952년 〈미련 소묘〉(未練素描)가 《문예》지에 추천되어 문단에 나왔다. 그러나 소설가로서 주목을 받기 시작한 것은 단편 〈요한 시집〉(《현대문학》, 1955. 7)과 중편 〈비인 탄생〉(非人誕生)(《사상계》, 1956. 10∼1957. 1)을 발표한 후다. 그는 대표작 〈요한 시집〉을 집필하게 된 동기를 아래와 같이 밝히고 있다.
포로 석방이 있는 해의 여름방학이라고 기억해요. 책방에서 우연히 《포로 생활 수기》인가 하는 책이 있기에 거기 서서 몇 장면을 읽었는데 지금도 기억에 남아 있는 것은 변소에 가서 아래로 내려다보니 손이 쑥 나와 있었다는 것과 죽은 사람의 머리를 다시 바위로 으깨어버렸다는 장면이에요. 그런 충격을 받고 보수산에 있는 하코방에 돌아와 희미한 거제도 쪽을 바라보면서 거기서 하나의 작품이, 그것도 얼마든지 스케일을 크게 잡을 수 있는 작품이 생겨날 수 있다는 생각이 들었어요. 그런 일이 있은 며칠 후 얼마 전까지 강사로 나가 있었던 모 고등학교의 학생이 사르트르의 《구토》(嘔吐)를 읽어보라고 두고 갔어요. 그땐 실존주의의 작품을 읽을 시간이 있으면 고전을 읽겠다고 하던 때여서 며칠은 그대로 내버려 두었다가 읽게 되었는데 어느 사이에 빠져들었지만 모색하던 것에 방향을 제시해 준 것 같았어요.

장용학은 과다한 한자 사용과 관념에의 치중, 우화를 통한 주제 암시, 등장인물의 기괴함 등으로 당시 한국 문단의 주목을 받았다. 중편 〈역성 서설(易姓序說)〉(〈사상계〉, 1958. 3∼6), 희곡 〈일부변경선 근처(日附變更線近處)〉(〈현대문학〉, 1959. 7∼9), 장편 《원형의 전설》(〈사상계〉, 1962. 3∼11)을 발표했다. 그는 한자 사용을 고집해 이희승, 이가원 등과 함께 한국어문교육연구회(1969)의 창립 멤버가 되었다.
이 밖에 주요 작품으로 단편 〈현대의 야(野)〉(〈사상계〉, 1960. 3), 〈유피(遺皮)〉(〈사상계〉, 1961. 8), ≪청동기≫(〈세대〉, 1967. 8∼1968. 5, 1968. 7∼12), 〈잔인의 계절〉(〈문학사상〉, 1972. 11), 〈상흔(傷痕)〉(〈현대문학〉, 1974. 11), 중편 〈효자 점경(孝子點景)〉(〈한국문학〉, 1979. 1), 〈오늘의 풍물고(風物考)〉(〈현대문학〉, 1985. 6), 교양서 《허구의 나라 일본》(일월서각, 1984) 등이 있다.
장용학은 1987년 단편 〈하여가행〉을 끝으로 절필 상태에 들어갔으며, 서울 갈현동 자택에서 은자와도 같이 생활했다. 그는 “군사 정권 때는 체제에 대한 저항 의식이 나로 하여금 글을 쓰게 했다. 하지만 모든 것이 자유로워진 지금은 그 대상을 상실했기 때문에 글을 쓸 여력이 없어졌다”고 했다. 1999년 8월 31일 그는 간암으로 사망한다. 그의 마지막 주소는 서울시 은평구 갈현동 462번지 44호다. 생전의 그는 고향에 대한 향수를 토로한 적이 거의 없었으며 다만 누나에 대해서만은 깊은 그리움을 품고 있었다고 한다. 유작으로 〈가제 빙하 기행〉(〈문학사상〉, 1999. 10, 장용학 특집호), 〈천도시야비야〉(〈한국문학〉, 2001. 가을호) 등이 있다.

## 가족 관계
- 배우자 이화자 (? ~ 2020년 4월 16일)
  - 자녀 장한철, 장한성, 장한기